# Çat (district)
Çat is een Turks district in de provincie Erzurum en telt 21.491 inwoners (2007). Het district heeft een oppervlakte van 1382,8 km². Hoofdplaats is Çat.
De bevolkingsontwikkeling van het district is weergegeven in onderstaande tabel.
| 1997   | 2000   | 2007   |
| ------ | ------ | ------ |
| 24.775 | 26.057 | 21.491 |